# Hemiphaga
Hemiphaga (česky holub) je rod hlubovitých ptáků, který zahrnuje 2 druhy holubů z Nového Zélandu.
Rod vytyčil francouzský přírodovědec Charles Lucien Bonaparte v roce 1854. Za typový druh určil holuba maorského (Hemiphaga novaeseelandiae). Rodový název druhu Hemiphaga pochází ze starořeckého hēmi, což znamená „poloviční“ či „malý“, a posledních slabik výrazu Carpophaga (doslova „ovocožravý“), což je zastaralý rod holuba (v moderní taxonomii se jedná o rod Ducula), jehož zástupci se živí ovocem. Bonaparte totiž považoval holuba maorského někde na půl cesty mezi rody Carpophaga a Megaloprepia (dnes Ptilinopus).
V rámci rodu Hemiphaga se rozeznávají následující 2 druhy:
| Fotografie | Vědecké jméno             | Běžné jméno      | Rozšíření                                                        |
| ---------- | ------------------------- | ---------------- | ---------------------------------------------------------------- |
|            | Hemiphaga novaeseelandiae | Holub maorský    | Severní, Jižní a Stewartův ostrov i menší novozélandské ostrůvky |
|            | Hemiphaga chathamensis    | Holub chathamský | Chathamské ostrovy                                               |